# 엘리자베트 마리아 폰 외스터라이히 여대공
엘리자베트 마리아 헨리에테 슈테파니에 기젤라 "에르츠시" 폰 외스터라이히 여대공(독일어: Erzherzogin Elisabeth Maria Henriette Stephanie Gisela "Erzsi" von Österreich: 1883년 9월 2일 ~ 1963년 3월 16일)은 오스트리아의 황족이다. 루돌프 폰 외스터라이히웅가른 황태자와 스테파니 드 벨지크 왕녀의 외동딸이며, 오스트리아 황제 프란츠 요제프 1세의 친손녀, 벨기에 국왕 레오폴 2세의 외손녀에 해당한다.
왕족 신분을 스스로 버리고 사회주의자가 되어 "붉은 여대공"이라는 별명으로도 불렸다. 왕족 신분을 버린 뒤로는 남편의 성을 따라 엘리자베트 페츠넥(Elisabeth Petznek)을 칭했다.

## 같이 보기
- 보르보네파르마 공주 마리아 테레사